# Luna (énekesnő)
Aleksandra Katarzyna Wielgomas, művésznevén Luna (Varsó, 1999. augusztus 28. –) lengyel énekesnő és zeneszerző. Ő képviselte Lengyelországot a 2024-es Eurovíziós Dalfesztiválon, Malmőben, a The Tower című dalával.

## Magánélete
Wielgomas 1999. augusztus 28-án született Varsóban, három testvére van, Andrzej Wielgomas vállalkozó lánya. Családja a Dawtona lengyel családi élelmiszer-feldolgozó vállalatot vezeti. A Grodzisk Mazowieckiben található Tadeusz Baird Nemzeti Zeneiskolában tanult, ahol hegedűórákat is vett. 2015 és 2018 között jogi és politikatudományi kurzuson vett részt. 2018-ban a Varsói Egyetemen kezdett el tanulni.

## Pályafutása
Wielgomas 2010-ben csatlakozott a varsói Teatr Wielki gyermekkórusához, ahol Danuta Chmurskánál tanult éneklést, és különböző operákban szerepelt.
2018-ban együttműködésre lépett a Kayax kiadóval a My Name Is New című projekt részeként. Ekkor vette fel debütáló kislemezét a Na wzgórzach niepokojut. A Kayaxon keresztül 2018. szeptember 19-én megjelent dalát Marcin Nierubiec szerezte, Wielgomas szövegével. A dalt a Polskie Radio Hármas adásán játszották. 2019 májusában Wielgomas Jaga Hupało stúdiójában lépett fel a Múzeumok éjszakáján. Júniusban kiadta a Zastyga című kislemezt. Egy hónappal később a Naturalnie Mazury Fesztiválon játszott. 2019 augusztusában fellépett a Pol'n'Rock Fesztiválon is.
2020-ban Wielgomas megkezdte az együttműködését Michał Król "Fox" zeneszerzővel, aminek eredményeként megszületett a Luna című kislemez, ezzel bemutatva az énekesnő új művészi irányát. Ugyanebben az évben felvette a Serca przemokną című dalt is, amelyet azonban rövid időn belül eltávolítottak az internetről.
2024. február 19-én a Telewizja Polska bejelentette, hogy az énekesnő képviseli Lengyelországot az Eurovíziós Dalfesztiválon. Versenydalának a címe The Tower volt, és az előadó hivatalos bejelentésével egyszerre mutatták be. A dalfesztivál május 7-én rendezett első elődöntőjében a tizenkettedik helyen végzett, így nem jutott tovább a döntőbe.

## Diszkográfia

### Albumok
- Nocne zmory (2022)

### EP-k
- Caught in the Night (2021)

### Kislemezek
- Na wzgórzach niepokoju (2018)
- Zastyga (2019)
- Luna (2020)
- Zgaś (2020)
- Mniej (2021)
- Wirtualne przedmieście (2021)
- Zabierz mnie (2021)
- Blind (2021)
- Virtual Rivers (2021)
- Melt Away (2021)
- Niewypowiedziane (2021)
- Carol of the Bells (2021)
- Nie mój sen (Justyna Steczkowskával közösen) (2022)
- Wystarczy (2022)
- Elon Musk (W ogniu się unoszę) (2022)
- Nie budź mnie	(2022)
- Nocne zmory (2022)
- Czerwien moich ust (2022)
- Dynamit (2022)
- Już nie zasnę (2023)
- Moja miłość (2023)
- Lekko (2023)
- Lost and Wild (2023)
- The Tower (2024)

## Fordítás
- Ez a szócikk részben vagy egészben  a   Luna (Polish singer) című angol Wikipédia-szócikk fordításán alapul.  Az eredeti cikk szerkesztőit annak laptörténete sorolja fel. Ez a jelzés csupán a megfogalmazás eredetét és a szerzői jogokat jelzi, nem szolgál a cikkben szereplő információk forrásmegjelöléseként.